# Список выходов в открытый космос с 301-го по 350-й (2008—2011 годы)
Предыдущие выходы в открытый космос: Список выходов в открытый космос с 251-го по 300-й (2006—2008 годы)
Последующие выходы в открытый космос: Список выходов в открытый космос с 351-го по 400-й (2012—2018 годы)

| №    | Полёт                                               | Участники, скафандры                                                       | Начало (UTC)          | Окончание (UTC)       | Длительность, критерий | Комментарий |
| ---- | --------------------------------------------------- | -------------------------------------------------------------------------- | --------------------- | --------------------- | ---------------------- | --- |
| 301. | STS-126 / МКС ВКД-3 (из модуля «Квест» МКС)         | Хайдемари Стефанишин-Пайпер EMU № 3005 Стивен Боуэн EMU № 3003             | 22 ноября 2008 18:01  | 23 ноября 2008 00:58  | 6 ч 57 мин             | Продолжение ремонта правого узла вращения SARJ между секциями S3 и S4 |
| 302. | STS-126 / МКС ВКД-4 (из модуля «Квест» МКС)         | Стивен Боуэн EMU № 3003 Шейн Кимбро EMU № 3018                             | 24 ноября 2008 18:24  | 25 ноября 2008 00:31  | 6 ч 7 мин              | Окончание ремонта правого узла вращения SARJ между секциями S3 и S4, обслуживание левого узла вращения SARJ между секциями P3 и P4, установка камеры ETVCG на секции P1, монтаж антенны GPS на секции JEM ELM-PS |
| 303. | МКС Экспедиция МКС-18 ВКД-1 (из модуля «Пирс»)      | Юрий Лончаков Орлан-М № 26 Майкл Финк Орлан-М № 27                         | 23 декабря 2008 00:52 | 23 декабря 2008 06:29 | 5 ч 38 мин             | Установка зонда Лэнгмюра, снятие второго контейнера оборудования «Биориск-МСН», монтаж аппаратуры ИПИ-СМ на модуле «Звезда», установка и последующее снятие оборудования EXPOSE-R вследствие отсутствия подачи электропитания |
|      |                                                     |                                                                            |                       |                       |                        | |
| 304. | МКС Экспедиция МКС-18 ВКД-2 (из модуля «Пирс»)      | Юрий Лончаков Орлан-М № 26 Майкл Финк Орлан-М № 27                         | 10 марта 2009 16:22   | 10 марта 2009 21:10   | 4 ч 48 мин             | Снятие аримидных лент в зонах нахождения стыковочной мишени и антенн АР-ВКА и 2АР-ВКА на модуле «Пирс», повторный монтаж и подключение оборудования EXPOSE-R на модуле «Звезда», мониторинг состояния внешних поверхностей и элементов конструкции российского сегмента МКС по программе «Панорама-2009» |
| 305. | STS-119 / МКС ВКД-1 (из модуля «Квест» МКС)         | Стивен Свонсон EMU № 3017 Ричард Арнольд EMU № 3006                        | 19 марта 2009 17:16   | 19 марта 2009 23:23   | 6 ч 7 мин              | Закручивание болтов и стыковка кабелей питания и управления между секциями S5 и S6, подготовка к раскрытию солнечных батарей и радиатора секции S6 |
| 306. | STS-119 / МКС ВКД-2 (из модуля «Квест» МКС)         | Стивен Свонсон EMU № 3017 Джозеф Акаба EMU № 3005                          | 21 марта 2009 16:51   | 21 марта 2009 23:21   | 6 ч 30 мин             | Страгивание болтов на аккумуляторных батареях секции P6, инфракрасная фото- и видеосъёмка радиаторов секций S1 и P1, установка антенны GPS на секции JEM ELM-PS |
| 307. | STS-119 / МКС ВКД-3 (из модуля «Квест» МКС)         | Ричард Арнольд EMU № 3006 Джозеф Акаба EMU № 3005                          | 23 марта 2009 15:37   | 23 марта 2009 22:04   | 6 ч 27 мин             | Перестановка тележки CETA 2 на МКС, обслуживание концевого захвата-эффектора B манипулятора SSRMS, переконфигурация кабелей на панелях управления болтами системы присоединения секций S1 и S3 |
| 308. | STS-125 ВКД-1 (из «Атлантиса»)                      | Джон Грансфелд EMU № 3008 Эндрю Фьюстел EMU № 3004                         | 14 мая 2009 12:52     | 14 мая 2009 20:12     | 7 ч 20 мин             | Замена на телескопе «Хаббл» широкоугольной и планетарной камеры WFPC-2 на широкоугольную камеру WFC-3, замена блока выдачи команд и обработки данных научных экспериментов SIC&DH, установка механизма мягкого захвата SCM |
| 309. | STS-125 ВКД-2 (из «Атлантиса»)                      | Майкл Массимино EMU № 3015 Майкл Гуд EMU № 3017                            | 15 мая 2009 12:49     | 15 мая 2009 20:45     | 7 ч 56 мин             | Замена на телескопе «Хаббл» трёх блоков гироскопов RSU, замена трёх аккумуляторных батарей отсека 2 |
| 310. | STS-125 ВКД-3 (из «Атлантиса»)                      | Джон Грансфелд EMU № 3008 Эндрю Фьюстел EMU № 3004                         | 16 мая 2009 13:35     | 16 мая 2009 20:11     | 6 ч 36 мин             | Замена на телескопе «Хаббл» комплекта корректирующей оптики COSTAR на спектрограф космических источников COS, ремонт усовершенствованной исследовательской камеры ACS |
| 311. | STS-125 ВКД-4 (из «Атлантиса»)                      | Майкл Массимино EMU № 3015 Майкл Гуд EMU № 3017                            | 17 мая 2009 13:45     | 17 мая 2009 21:47     | 8 ч 2 мин              | Ремонт видового спектрометра STIS на телескопе «Хаббл» |
| 312. | STS-125 ВКД-5 (из «Атлантиса»)                      | Джон Грансфелд EMU № 3008 Эндрю Фьюстел EMU № 3004                         | 18 мая 2009 12:20     | 18 мая 2009 19:22     | 7 ч 2 мин              | Замена на телескопе «Хаббл» трёх аккумуляторных батарей отсека 3, замена датчика точного гидирования FGS-2, монтаж теплозащитных матов NOBL на отсеки 5, 7 и 8 |
| 313. | МКС Экспедиция МКС-20 ВКД-1 (из модуля «Пирс»)      | Геннадий Падалка Орлан-МК № 5 Майкл Барратт Орлан-МК № 6                   | 5 июня 2009 07:52     | 5 июня 2009 12:46     | 4 ч 54 мин             | Монтаж антенн 4АО-ВКА, АР-ВКА и 2АР-ВКА системы сближения и стыковки «Курс-П» на модуле «Звезда», подключение кабелей антенн, фотографирование антенн с использованием грузовой стрелы ГСтМ-2, испытание новых скафандров «Орлан-МК» |
| 314. | МКС Экспедиция МКС-20 ВКД-2 (в ПхО модуля «Звезда») | Геннадий Падалка (внутри) Орлан-МК № 5 Майкл Барратт (внутри) Орлан-МК № 6 | 10 июня 2009 06:55    | 10 июня 2009 07:07    | 12 мин                 | Замена плоской крышки на конусную крышку на верхнем стыковочном узле переходного отсека модуля «Звезда» |
| 315. | STS-127 / МКС ВКД-1 (из модуля «Квест» МКС)         | Дэвид Вулф EMU № 3003 Тимоти Копра EMU № 3005                              | 18 июля 2009 16:19    | 18 июля 2009 21:51    | 5 ч 32 мин             | Подготовка внешней платформы JEM EF к стыковке с МКС, раскрытие нижней системы крепления негерметичной грузовой платформы UCCAS на секции P3 |
| 316. | STS-127 / МКС ВКД-2 (из модуля «Квест» МКС)         | Дэвид Вулф EMU № 3003 Томас Маршбёрн EMU № 3005                            | 20 июля 2009 15:27    | 20 июля 2009 22:20    | 6 ч 53 мин             | Перенос антенны SGANT, модуля насосов PM и линейного привода LDU с платформы ICC-VLD на платформу ESP-3, установка узла захвата FGB на бак с аммиаком ATA на секции P1 |
| 317. | STS-127 / МКС ВКД-3 (из модуля «Квест» МКС)         | Дэвид Вулф EMU № 3003 Кристофер Кэссиди EMU № 3018                         | 22 июля 2009 14:32    | 22 июля 2009 20:31    | 5 ч 59 мин             | Подготовка грузов на секции JEM ELM-ES к переносу на внешнюю платформу JEM EF, замена двух аккумуляторных батарей канала 2B секции P6 |
| 318. | STS-127 / МКС ВКД-4 (из модуля «Квест» МКС)         | Кристофер Кэссиди EMU № 3018 Томас Маршбёрн EMU № 3005                     | 24 июля 2009 13:54    | 24 июля 2009 21:06    | 7 ч 12 мин             | Замена четырёх аккумуляторных батарей канала 2B секции P6 |
| 319. | STS-127 / МКС ВКД-5 (из модуля «Квест» МКС)         | Томас Маршбёрн EMU № 3005 Кристофер Кэссиди EMU № 3018                     | 27 июля 2009 11:33    | 27 июля 2009 16:27    | 4 ч 54 мин             | Поправка теплоизоляции на манипуляторе «Декстр», переконфигурация кабелей питания гиродинов CMG на коммутационной панели на секции Z1, установка двух видеокамер на внешней платформе JEM EF |
| 320. | STS-128 / МКС ВКД-1 (из модуля «Квест» МКС)         | Джон Оливас EMU № 3015 Николь Стотт EMU № 3005                             | 1 сентября 2009 21:49 | 2 сентября 2009 04:24 | 6 ч 35 мин             | Демонтаж старого бака с аммиаком ATA с секции P1 и его временное закрепление на манипуляторе SSRMS, перенос двух контейнеров эксперимента MISSE-6 и научного оборудования EuTEF с модуля «Коламбус» в грузовой отсек шаттла |
| 321. | STS-128 / МКС ВКД-2 (из модуля «Квест» МКС)         | Джон Оливас EMU № 3015 Кристер Фуглесанг EMU № 3009                        | 3 сентября 2009 22:12 | 4 сентября 2009 04:51 | 6 ч 39 мин             | Перенос старого бака с аммиаком ATA с манипулятора SSRMS в грузовой отсек шаттла, перенос нового бака с аммиаком ATA с шаттла на секцию P1, установка узла захвата FGB на бак с аммиаком ATA на секции S1 |
| 322. | STS-128 / МКС ВКД-3 (из модуля «Квест» МКС)         | Джон Оливас EMU № 3015 Кристер Фуглесанг EMU № 3009                        | 5 сентября 2009 20:39 | 6 сентября 2009 03:40 | 7 ч 1 мин              | Раскрытие верхней системы крепления PAS на секции S3, замена блока гироскопического измерителя скорости RGA-2 и модуля дистанционных контроллеров питания RPCM на секции S0, установка двух антенн GPS на секции S0 |
| 323. | STS-129 / МКС ВКД-1 (из модуля «Квест» МКС)         | Майкл Форман EMU № 3018 Роберт Сэтчер EMU № 3010                           | 19 ноября 2009 14:24  | 19 ноября 2009 21:01  | 6 ч 37 мин             | Установка запасного блока антенн S-диапазона SASA на секции Z1, прокладка кабеля антенны связи с Землей SGANT, монтаж держателя аммиачных магистралей на модуле «Юнити», смазка подшипников «ловушек» захвата POA на Мобильной базовой системе и концевого эффектора японского манипулятора, раскрытие нижней системы крепления PAS на секции S3 |
| 324. | STS-129 / МКС ВКД-2 (из модуля «Квест» МКС)         | Майкл Форман EMU № 3018 Рэндолф Брезник EMU № 3006                         | 21 ноября 2009 14:31  | 21 ноября 2009 20:39  | 6 ч 08 мин             | Установка антенны автоматической системы опознавания и антенны радиолюбительской связи на модуле «Коламбус», развертывание верхней системы крепления PAS на секции S3, перенос блока измерения плавающего потенциала FPMU с секции S1 на P1, монтаж приемопередатчика беспроводной видеосистемы WETA № 3 на секции S3 |
| 325. | STS-129 / МКС ВКД-3 (из модуля «Квест» МКС)         | Роберт Сэтчер EMU № 3010 Рэндолф Брезник EMU № 3006                        | 23 ноября 2009 13:24  | 23 ноября 2009 19:06  | 5 ч 42 мин             | Установка бака высокого давления с кислородом на Шлюзовом отсеке «Квест» и контейнеров PEC-7A и PEC-7B эксперимента MISSE на платформе ELC-2, выкручивание болта на баке с аммиаком на секции S1, монтаж аммиачных перемычек между секциями S1 и S3 и секциями P1 и P3 |
|      |                                                     |                                                                            |                       |                       |                        | |
| 326. | МКС Экспедиция МКС-22 (из модуля «Пирс»)            | Олег Котов Орлан-МК № 5 Максим Сураев Орлан-МК № 4                         | 14 января 2010 10:05  | 14 января 2010 15:49  | 5 ч 44 мин             | Прокладка и подключение кабелей радиотехнической системы «Курс» и сетевого кабеля стандарта Ethernet между модулями «Звезда» и «Поиск», установка на модуле «Поиск» антенны системы «Курс», стыковочных мишеней, клапанов экранно-вакуумной теплоизоляции и поручней на выходных люках, демонтаж с модуля «Пирс» научного оборудования «Биориск-МСН» |
| 327. | STS-130 / МКС ВКД-1 (из модуля «Квест» МКС)         | Роберт Бенкен EMU № 3018 Николас Патрик EMU № 3005                         | 12 февраля 2010 02:17 | 12 февраля 2010 08:49 | 6 ч 32 мин             | Подготовка модуля «Транквилити» к пристыковке к МКС, демонтаж временной платформы для сменных блоков с «ловкого» манипулятора «Декстр», стыковка кабелей данных и временного питания между модулями «Транквилити» и «Юнити» |
| 328. | STS-130 / МКС ВКД-2 (из модуля «Квест» МКС)         | Роберт Бенкен EMU № 3018 Николас Патрик EMU № 3004                         | 14 февраля 2010 02:20 | 14 февраля 2010 08:14 | 5 ч 54 мин             | Прокладка и подключение аммиачных перемычек между модулями «Транквилити» и «Дестини», активация контура A системы терморегулирования «Транквилити», снятие замков с лепестков стыковочного механизма на нижнем узле «Транквилити», установка безмоментного клапана и теплозащитных крышек на стартовые крепления «Транквилити» |
| 329. | STS-130 / МКС ВКД-3 (из модуля «Квест» МКС)         | Роберт Бенкен EMU № 3005 Николас Патрик EMU № 3004                         | 17 февраля 2010 02:15 | 17 февраля 2010 08:03 | 5 ч 48 мин             | Стыковка кабелей данных и нагревателей между гермоадаптером PMA-3 и модулем «Транквилити», активация контура B системы терморегулирования «Транквилити», отключение кабеля временного питания от «Транквилити», снятие теплозащитных крышек и замков с иллюминаторов модуля «Купол», установка поручней на «Транквилити», прокладка кабеля преобразователя видеосигнала для узла захвата манипулятора SSRMS на модуле «Заря»                              |
| 330. | STS-131 / МКС ВКД-1 (из модуля «Квест» МКС)         | Алан Мастраккио EMU № 3017 Клейтон Андерсон EMU № 3008                     | 9 апреля 2010 05:31   | 9 апреля 2010 11:58   | 6 ч 27 мин             | Обеспечение переноса нового бака с аммиаком ATA из грузового отсека шаттла на мобильную базовую систему MSS, отсоединение аммиачных и азотных магистралей от старого бака с аммиаком на секции S1, демонтаж научного оборудования MPAC&SEED с внешней платформы японского модуля «Кибо», замена гироскопического измерителя скорости RGA-1 на секции S0                                                                                                   |
| 331. | STS-131 / МКС ВКД-2 (из модуля «Квест» МКС)         | Алан Мастраккио EMU № 3017 Клейтон Андерсон EMU № 3008                     | 11 апреля 2010 05:30  | 11 апреля 2010 12:56  | 7 ч 26 мин             | Обеспечение переноса старого бака с аммиаком с секции S1 на мобильную базовую систему, установка креплений для захватов радиатора на секции P1, обеспечение перемещения нового бака с аммиаком с мобильной базовой системы на секцию S1 и подключение к нему кабелей питания нагревателей |
| 332. | STS-131 / МКС ВКД-3 (из модуля «Квест» МКС)         | Алан Мастраккио EMU № 3017 Клейтон Андерсон EMU № 3008                     | 13 апреля 2010 06:14  | 13 апреля 2010 12:38  | 6 ч 24 мин             | Подсоединение аммиачных и азотных магистралей к новому баку с аммиаком, возвращение микрометеоритных щитов в Шлюзовой отсек «Квест», обеспечение переноса старого бака с аммиаком с мобильной базовой системы в грузовой отсек шаттла |
| 333. | STS-132 / МКС ВКД-1 (из модуля «Квест» МКС)         | Гарретт Райзман EMU № 3018 Стивен Боуэн EMU № 3004                         | 17 мая 2010 11:54     | 17 мая 2010 19:19     | 7 ч 25 мин             | Установка и подключение запасной антенны Ku-диапазона SGANT на секции Z1, монтаж усовершенствованной платформы для сменных блоков на «ловком» манипуляторе «Декстр», страгивание болтов на новых аккумуляторных батареях на грузовой платформе ICC-VLD2 |
| 334. | STS-132 / МКС ВКД-2 (из модуля «Квест» МКС)         | Стивен Боуэн EMU № 3004 Майкл Гуд EMU № 3009                               | 19 мая 2010 10:38     | 19 мая 2010 17:47     | 7 ч 9 мин              | Освобождение поворотного механизма камер на штанге OBSS от мешающего вращению кабеля, замена четырёх аккумуляторных батарей канала 4B секции P6, раскрытие шарнирных замков на «тарелке» запасной антенны Ku-диапазона SGANT на секции Z1 |
| 335. | STS-132 / МКС ВКД-3 (из модуля «Квест» МКС)         | Майкл Гуд EMU № 3009 Гарретт Райзман EMU № 3018                            | 21 мая 2010 10:27     | 21 мая 2010 17:13     | 6 ч 46 мин             | Подключение запасной аммиачной перемычки между секциями P4 и P5, установка двух аккумуляторных батарей канала 4B секции P6, перенос узла захвата PDGF для манипулятора SSRMS из грузового отсека шаттла в Шлюзовой отсек «Квест», переустановка креплений для захватов радиатора на секции P1 |
| 336. | МКС Экспедиция МКС-24 ВКД-1 (из модуля «Пирс»)      | Фёдор Юрчихин Орлан-МК № 4 Михаил Корниенко Орлан-МК № 6                   | 27 июля 2010 04:11    | 27 июля 2010 10:54    | 6 ч 42 мин             | Замена телевизионной камеры на агрегатном отсеке модуля «Звезда» и последующее выбрасывание старой, прокладка и подключение кабелей системы управления бортовой аппаратурой модуля «Рассвет» к модулю «Звезда» и кабелей радиотехнической системы «Курс» модуля «Рассвет» к модулю «Заря» |
| 337. | МКС Экспедиция МКС-24 ВКД-2 (из модуля «Квест»)     | Даглас Уилок EMU № 3005 Трейси Дайсон EMU № 3009                           | 7 августа 2010 11:19  | 7 августа 2010 19:22  | 8 ч 3 мин              | Попытка замены на секции S1 отказавшего модуля насосов контура A системы терморегулирования американского сегмента не удалась вследствие утечки аммиака при остыковке быстроразъемного соединения одной из четырёх жидкостных магистралей |
| 338. | МКС Экспедиция МКС-24 ВКД-3 (из модуля «Квест»)     | Даглас Уилок EMU № 3005 Трейси Дайсон EMU № 3009                           | 11 августа 2010 12:27 | 11 августа 2010 19:53 | 7 ч 26 мин             | Демонтаж отказавшего модуля насосов контура A системы терморегулирования американского сегмента и его перенос с секции S1 на Мобильную базовую систему MBS |
| 339. | МКС Экспедиция МКС-24 ВКД-4 (из модуля «Квест»)     | Даглас Уилок EMU № 3005 Трейси Дайсон EMU № 3009                           | 16 августа 2010 10:20 | 16 августа 2010 17:40 | 7 ч 20 мин             | Перенос нового модуля насосов с внешней складской платформы ESP-2 на секцию S1 и его интеграция в контур A системы терморегулирования американского сегмента |
| 340. | МКС Экспедиция МКС-25 (из модуля «Пирс»)            | Фёдор Юрчихин Орлан-МК № 5 Олег Скрипочка Орлан-МК № 4                     | 15 ноября 2010 14:55  | 15 ноября 2010 21:23  | 6 ч 27 мин             | Взятие проб-мазков с экранно-вакуумной теплоизоляции модулей «Звезда» и «Пирс» в рамках эксперимента «Тест», установка на «Звезде» универсального рабочего места УРМ-Д и демонтаж манипуляторного устройства Robotik, монтаж съёмной кассеты-контейнера СКК № 1-М2 на модуле «Поиск», снятие телекамеры на модуле «Рассвет» со стороны активного стыковочного агрегата                                                                                    |
|      |                                                     |                                                                            |                       |                       |                        | |
| 341. | МКС Экспедиция МКС-26 ВКД-1 (из модуля «Пирс»)      | Дмитрий Кондратьев Орлан-МК № 5 Олег Скрипочка Орлан-МК № 4                | 21 января 2011 14:29  | 21 января 2011 19:51  | 5 ч 23 мин             | Установка моноблока системы высокоскоростной передачи информации на модуле «Звезда», демонтаж научной аппаратуры ИПИ-СМ и EXPOSE-R, монтаж телекамеры на модуле «Рассвет» со стороны пассивного стыковочного агрегата |
| 342. | МКС Экспедиция МКС-26 ВКД-2 (из модуля «Пирс»)      | Дмитрий Кондратьев Орлан-МК № 5 Олег Скрипочка Орлан-МК № 4                | 16 февраля 2011 13:30 | 16 февраля 2011 18:20 | 4 ч 51 мин             | Установка аппаратуры «Фотон-Гамма» и радиометрического комплекса РК-21-8 на модуле «Звезда», демонтаж и выбрасывание устройства «Якорь», снятие панелей «Компласт» № 2 и № 10 на модуле «Заря» |
| 343. | STS-133 / МКС ВКД-1 (из модуля «Квест» МКС)         | Стивен Боуэн EMU № 3017 Элвин Дрю EMU № 3008                               | 28 февраля 2011 15:46 | 28 февраля 2011 22:20 | 6 ч 34 мин             | Удлинение кабеля запасного электропитания между модулями «Юнити» и «Транквилити», перенос отказавшего модуля насосов контура A системы терморегулирования американского сегмента с Мобильной базовой системы на внешнюю платформу ESP-2, оснащение телекамеры на секции S1 поворотным устройством, удлинение «железной дороги» на секции S3, проведение японского эксперимента Message in a Bottle                                                        |
| 344. | STS-133 / МКС ВКД-2 (из модуля «Квест» МКС)         | Стивен Боуэн EMU № 3017 Элвин Дрю EMU № 3008                               | 2 марта 2011 15:42    | 2 марта 2011 21:56    | 6 ч 14 мин             | Стравливание остатков аммиака из отказавшего модуля насосов контура A системы терморегулирования американского сегмента, перенос адаптера LWAPA с модуля «Колумбус» в грузовой отсек шаттла «Дискавери», снятие теплоизоляции с аппаратуры на платформе ELC-4, установка телекамеры на «ловком» манипуляторе «Декстр» и светильника на секции P3, перенос адаптера грузовой стрелы с гермоадаптера PMA-3 на модуль «Заря»                                 |
| 345. | STS-134 / МКС ВКД-1 (из модуля «Квест» МКС)         | Эндрю Фьюстел EMU № 3004 Грегори Шамитофф EMU № 3005                       | 20 мая 2011 07:10     | 20 мая 2011 13:29     | 6 ч 19 мин             | Демонтаж контейнеров PEC-7A и PEC-7B эксперимента MISSE с внешней платформы ELC-2 и установка контейнера PEC-8, монтаж светильника на секции S3, теплозащитного мата на правом узле вращения SARJ между секциями S3 и S4, аммиачных перемычек между секциями P3 и P4 и между P5 и P6 и антенн беспроводной связи EWC на модуле «Дестини» |
| 346. | STS-134 / МКС ВКД-2 (из модуля «Квест» МКС)         | Майкл Финк EMU № 3018 Эндрю Фьюстел EMU № 3004                             | 22 мая 2011 06:05     | 22 мая 2011 14:12     | 8 ч 7 мин              | Обеспечение восполнения потери аммиака в системе терморегулирования фотоэлектрического модуля PVTCS на секции P6, обслуживание левого узла вращения SARJ между секциями P3 и P4, установка креплений для захватов радиатора на секции S1, монтаж крышки на телекамере «ловкого» манипулятора «Декстр» и смазка подшипников «ловушек» его захвата |
| 347. | STS-134 / МКС ВКД-3 (из модуля «Квест» МКС)         | Майкл Финк EMU № 3018 Эндрю Фьюстел EMU № 3004                             | 25 мая 2011 05:43     | 25 мая 2011 12:37     | 6 ч 54 мин             | Монтаж узла захвата PDGF для манипулятора SSRMS и преобразователя видеосигнала на модуле «Заря», прокладка кабелей запасного электропитания между модулями «Юнити» и «Заря», подключение антенн беспроводной связи EWC на модуле «Дестини», инфракрасная съемка аппаратуры STP-H3 на платформе ELC-3, установка теплозащиты на захват манипулятора на баке с газом высокого давления                                                                      |
| 348. | STS-134 / МКС ВКД-4 (из модуля «Квест» МКС)         | Майкл Финк EMU № 3018 Грегори Шамитофф EMU № 3005                          | 27 мая 2011 04:15     | 27 мая 2011 11:39     | 7 ч 24 мин             | Обеспечение установки штанги OBSS на секции S1, перенос узла захвата PDGF для манипулятора SSRMS с секции P6 на OBSS, демонтаж с OBSS узла захвата EFGF, снятие креплений запасной руки для «ловкого» манипулятора «Декстр» на платформе ELC-3, фотографирование аппаратуры STP-H3 |
| 349. | STS-135 / МКС (из модуля «Квест» МКС)               | Майкл Фоссум EMU № 3010 Рональд Гаран EMU № 3009                           | 12 июля 2011 13:22    | 12 июля 2011 19:53    | 6 ч 31 мин             | Перенос отказавшего модуля насосов контура A системы терморегулирования американского сегмента с внешней платформы ESP-2 в грузовой отсек шаттла «Атлантис» и экспериментального оборудования RRM для роботизированной дозаправки спутников с шаттла на «ловкий» манипулятор «Декстр», установка оптического отражателя ORMatE-III R/W для эксперимента MISSE-8 на внешней платформе ELC-2 и теплозащитной крышки на стыковочный узел гермоадаптера PMA-3 |
| 350. | МКС Экспедиция МКС-28 (из модуля «Пирс»)            | Сергей Волков Орлан-МК № 4 Александр Самокутяев Орлан-МК № 6               | 3 августа 2011 14:51  | 3 августа 2011 21:13  | 6 ч 23 мин             | Запуск микроспутника «РадиоСкаф-В», установка и подключение бортового терминала лазерной связи БТЛС-Н и демонтаж антенны 4АО-ВКА радиотехнической системы «Курс» на модуле «Звезда», монтаж оборудования «Биориск-МСН» на модуле «Пирс» |